# Коатес, Себастьян
Себастья́н Коа́тес Ни́он (исп. Sebastián Coates Nion; род. 7 октября 1990, Монтевидео) — уругвайский футболист испано-шотландского происхождения, центральный защитник клуба «Насьональ» и сборной Уругвая.

## Биография

### «Насьональ»
Себастьян Коатес — воспитанник молодёжной академии «Насьоналя». Был капитаном всех возрастов в молодёжных составах. В январе 2009 года подписал контракт с профессиональной командой. Довольно быстро влился в основу «трёхцветных». Выделяется своими физическими характеристиками — 196 см роста и 85 кг веса. В Кубке Либертадорес 2009, где «Насьональ» дошёл до полуфинала турнира, Коатес провёл 5 матчей, в которых отметился 1 забитым голом. Также принял участие в половине матчей Клаусуры, и в итоге стал чемпионом Уругвая сезона 2008/2009.
Постепенно стал игроком основы «Насьоналя» и в конце 2009 года был удостоен вызова в национальную сборную своей страны. В марте 2010 был вызван также и на товарищеский матч против сборной Швейцарии в рамках подготовки к чемпионату мира 2010 года, хотя и не принял участия в матче.
В чемпионате 2009/2010 помимо удачных действий в обороне отметился дублем в ворота «Рамплы Хуниорс».

### «Ливерпуль»
В августе 2011 года появились слухи о том, что Коатес может перейти в английский «Ливерпуль». 25 августа сам Себастьян сказал о том, что намерен перейти в эту команду, сообщив также, что Луис Суарес, его партнёр по сборной, помог ему сделать такой выбор. А 30 августа «Ливерпуль» официально объявил о том, что Коатес прошёл медосмотр, получил разрешение на работу и подписал «многолетний контракт» с «Ливерпулем». 18 сентября 2011 года провёл свой первый матч (против «Тотенхэм Хотспур») за основную команду, заменив травмированного Аггера. 21 марта 2012 года забил первый гол за «Ливерпуль» в ворота лондонского клуба «Куинз Парк Рейнджерс» (в прыжке «боковыми ножницами»).

### «Сандерленд»
Летом 2015 года перешёл в футбольный клуб «Сандерленд». Сумма сделки 5,5 млн фунтов.

### Международная карьера
Дебютировал в основной сборной Уругвая 23 июня 2011 года. Коатес вышел на замену Маурисио Викторино на 60-й минуте товарищеского матча против сборной Эстонии, который уругвайцы выиграли в Монтевидео со счётом 3:0. Себастьян стал 250-м представителем «Насьоналя» в сборной Уругвая.
На Кубке Америки 2011 года провёл 4 матча, к концу турнира став игроком основы сборной. Был признан лучшим молодым игроком Кубка.
10 июня 2012 года забил первый гол за сборную Уругвая в рамках отборочного турнира к чемпионату мира 2014 года. Коатес пробил головой, мяч проскользнул мимо защитников, вратаря и нападающего Уругвая Луиса Суареса и первоначально гол засчитали именно на него, однако позже ФИФА признала автором гола именно защитника «Селесте».
Был включён в состав сборной на Кубок Америки 2021.
| Матчи и голы Коатеса за сборную Уругвая | Матчи и голы Коатеса за сборную Уругвая | Матчи и голы Коатеса за сборную Уругвая | Матчи и голы Коатеса за сборную Уругвая | Матчи и голы Коатеса за сборную Уругвая | Матчи и голы Коатеса за сборную Уругвая |
| --------------------------------------- | --------------------------------------- | --------------------------------------- | --------------------------------------- | --------------------------------------- | --------------------------------------- |
| №                                       | Дата                                    | Оппонент                                | Счёт                                    | Голы                                    | Соревнование                            |
| 1                                       | 2 сентября 2011                         | Украина                                 | 3:2                                     | -                                       | Товарищеский матч                       |
| 2                                       | 15 ноября 2011                          | Италия                                  | 1:0                                     | -                                       | Товарищеский матч                       |
| 3                                       | 2 июня 2012                             | Венесуэла                               | 1:1                                     | -                                       | ОТ ЧМ 2014                              |
| 4                                       | 10 июня 2012                            | Перу                                    | 4:2                                     | 1                                       | ОТ ЧМ 2014                              |

Итого: 4 матча / 1 гол; 3 победы, 1 ничьи, 0 поражение.

## Достижения

### Командные
«Насьональ»
- Чемпион Уругвая (2): 2008/09, 2010/11

«Ливерпуль»
- Обладатель Кубка Футбольной лиги: 2011/12

«Спортинг»
- Чемпион Португалии (2): 2020/21, 2023/24
- Обладатель Кубка Португалии: 2018/19
- Обладатель Кубка португальской лиги: 2020/21
- Обладатель Суперкубка Португалии: 2021

Сборная Уругвая
- Обладатель Кубка Америки: 2011

### Личные
- Лучший молодой игрок Кубка Америки: 2011[11]
- Лучший футболист чемпионата Уругвая: 2011